# ローテク
ローテク（英: low tech, low-tec）あるいはロー・テクノロジー（英: low-technology）とは、ハイテクの対義語であり、「最先端のものではないテクノロジー」。あるいは「シンプルで、洗練されていないテクノロジー。しばしば数世紀以上に渡り使われており、不可欠のものを生産するために用いられているもの」。

## 概要
ローテクとは、ハイテクと対比的に使われている概念であり、すでに使われてきた実績のあるテクノロジーである。一言で「ローテク」と言っても、数世紀、あるいは数千年前から使われ続けているものから、分野によっては、数十年程度前に登場した技術でも「ローテク」に含めることがある。
時間を意識したラベリングであり、ある時点で「先端」の「ハイテク」が、長年使われ、ありきたりの「ローテク」扱いになってゆく傾向がある。
新規事業や新商品とローテク
ローテクノロジーは、ハイテクのような「おもしろさ」（目新しさ）はないが、長年に渡り使われており、技術の完成度が高い、という傾向がある。新規事業や新商品を考案する者にとっては、しばしばローテクとハイテクをいかに組み合わせるか、というところが腕の見せどころとなる。